# Porsche 989
O Porsche 989 era um sedã de turismo de 4 portas, desenvolvido pela Porsche entre 1988 e 1991. Este veículo nunca foi produzido, depois que o desenvolvimento foi interrompido no final de 1991 e cancelado em janeiro de 1992.  

## História
O aumento das vendas do modelo 928 da Porsche durante a metade dos anos 80 levou os executivos a considerarem adicionar outro veículo de turismo esportivo à linha, desta vez um veículo de 4 portas que poderia servir como uma alternativa mais prática, mas igualmente poderosa e emocionante ao 928. O engenheiro da Porsche Dr. Ulrich Bez foi encarregado do projeto e recebeu instruções de que o veículo deveria ser luxuoso e confortável, mas oferecer uma natureza esportiva superior àquela alcançada pelos carros de grande porte da Mercedes-Benz e BMW . 
Bez projetou uma nova plataforma de tração traseira com motor dianteiro e uma distância entre eixos de 2 826 milímetros (111,3 pol)  e potência proveniente de um novo motor V8 de 80 graus com refrigeração a água e uma potência de aproximadamente 300 cavalos.  Surgiram algumas discrepâncias quanto ao deslocamento do motor, que é relatado como estando entre 3,6 e 4,2 litros. 
O protótipo feito com os projetos técnicos de Bez foi estilizado por Harm Lagaay, um design que influenciou modelos posteriores e que possuía muitas semelhanças com o 911, apesar da diferença na colocação do motor. As influências de design específicas para os modelos mais recentes da Porsche incluem a suspensão do braço de controle e os faróis 959 que mais tarde seriam usados no 993, bem como o design geral da forma da lanterna que foram adaptados para a geração 996 do 911. 
Depois que Ulrich Bez deixou a Porsche em setembro de 1991, o projeto perdeu força. A forte queda nas vendas de 928 levou os executivos a repensar a viabilidade da ideia, e os baixos lucros gerais durante os modelos de 1989 a 1991 significaram que o modelo seria muito mais arriscado para a empresa construir do que o previsto durante o desenvolvimento. Em janeiro de 1992, o desenvolvimento foi completamente interrompido. Embora os funcionários da Porsche tenham alegado inicialmente que o único protótipo havia sido destruído, eles agora sustentam que ele permanece armazenado. Uma fotografia traseira do protótipo (cor prata, rodas Cup II de 17 polegadas, placa não registrada BB-PW 989) foi publicada na revista alemã de automóveis clássicos Motor Klassik . A revista Autoweek também relatou a existência do protótipo.  O protótipo acabaria se tornando uma exibição no Museu da Porsche em Estugarda . 
Desde 2019, ele é exibido no Petersen Auto Museum em Los Angeles. Influências do design são encontradas na geração do Porsche 911 (996) tem suas origens nesse protótipo. 

O Porsche Panamera, lançado em 2009, é considerado o sucessor espiritual do projeto 989. 